# HD 64958
HD 64958，又名BD+44 1693，SAO 42097、HR 3094，是一颗恒星，视星等为6.34，位于銀經175.71，銀緯30.05，其B1900.0坐标为赤經7h 51m 15.2s，赤緯+44° 30.05′ 40″。